# Блоцкий, Олег Михайлович
Оле́г Миха́йлович Бло́цкий (род. 1965) — российский журналист и писатель, корреспондент газеты «Известия», первый биограф Владимира Путина (2001—2002).

## Биография
Олег Блоцкий родился в 1965 году. В 1987 году окончил факультет спецпропаганды Военного института иностранных языков. Офицером служил в нескольких военных округах СССР, участвовал в войне в Афганистане.
После увольнения из Вооружённых Сил в 1992 году стал журналистом, работал специальным корреспондентом в газете «Известия». По заданию редакции побывал во многих «горячих точках» постсоветского пространства. Известность Блоцкому принесла двухтомная биография президента России — «Владимир Путин. История жизни» (2001) и «Владимир Путин. Путь к власти» (2002). Интервью для этой первой капитальной биографии российского лидера Блоцкому давал сам Путин.
Автор книг военной прозы «Последний поход» и «Самострел».
Блоцкий награждён медалью «За отвагу». Лауреат премии журнала «Дружба народов» за лучшую прозу за 1992 год.
В феврале 2000 года О.Блоцкий, который в это время был корреспондентом в Чечне, продал отснятый им видеоматериал немецкому журналисту Франку Хефлингу, который позже использовал его в сюжете о войне в Чечне, утверждая, что эти кадры он заснял собственноручно.
Живёт в Москве. Есть дочь Мария (род. 2000).